# Anier García
Anier García, född 9 mars 1976 i Santiago de Cuba, är en kubansk friidrottare som tävlar i häcklöpning. 
Garcías första stora titel var guldet vid inomhus-VM 1997 på 60 meter häck. Två år senare blev han silvermedaljör vid VM 1999 i Sevilla efter Colin Jackson på 110 meter häck. 
Höjdpunkten i Garcías karriär blev Olympiska sommarspelen 2000 i Sydney där han överlägset vann finalen framför USA:s Terrence Trammell. Vid VM 2001 i Edmonton blev García åter tvåa slagen på mållinjen av amerikanen Allen Johnson. García missade VM 2003 i Paris p.g.a. skada men blev bronsmedaljör vid Olympiska sommarspelen 2004 i Aten. 
Efter framgången i Aten har han tävlat sparsamt. Han var med vid VM i Helsingfors 2005 men blev där utslagen redan i semifinalen.

## Personligt rekord
- 60 meter häck - 7,37
- 110 meter häck - 13,00